# Baltimore Bullets 1970-1971
La stagione 1970-71 dei Baltimore Bullets fu la 10ª nella NBA per la franchigia.
I Baltimore Bullets vinsero la Central Division della Eastern Conference con un record di 42-40. Nei play-off vinsero la semifinale di conference con i Philadelphia 76ers (4-3), la finale di conference con i New York Knicks (4-3), perdendo poi la finale NBA con i Milwaukee Bucks (4-0).

## Eastern Conference
| Squadra             | V  | P  | %    | GB |
| ------------------- | -- | -- | ---- | -- |
| Baltimore Bullets   | 42 | 40 | 51,2 | -  |
| Atlanta Hawks       | 36 | 46 | 43,9 | 6  |
| Cincinnati Royals   | 33 | 49 | 40,2 | 9  |
| Cleveland Cavaliers | 15 | 67 | 18,3 | 27 |

## Roster
| \| Pos. \| Num. \| Naz. \| Nome \| Altezza \| Peso \| Data nascita \| Provenienza \| \| ---- \| ---- \| ---- \| ------------------ \| ------- \| ------ \| ------------ \| ------------------- \| \| A/C \| 12 \| \| Barnes, Jim \| 203 cm \| 95 kg \| 13-04-1941 \| Texas–El Paso \| \| G/AP \| 3 \| \| Carter, Fred \| 191 cm \| 84 kg \| 14-02-1945 \| Mount St. Mary's \| \| C \| 31 \| \| Johnson, George E. \| 211 cm \| 111 kg \| 19-06-1947 \| Stephen F. Austin \| \| G \| 25 \| \| Johnson, Gus \| 198 cm \| 104 kg \| 13-12-1938 \| Idaho \| \| G \| 22 \| \| Loughery, Kevin \| 191 cm \| 86 kg \| 28-03-1940 \| St. John's \| \| G/AP \| 24 \| \| Marin, Jack \| 201 cm \| 91 kg \| 12-10-1944 \| Duke \| \| G/AP \| 15 \| \| Miles, Eddie \| 193 cm \| 88 kg \| 05-07-1940 \| Seattle \| \| G \| 10 \| \| Monroe, Earl \| 191 cm \| 84 kg \| 21-11-1944 \| Winston-Salem State \| \| A/C \| 40 \| \| Murrey, Dorie \| 203 cm \| 98 kg \| 07-09-1943 \| Detroit-Mercy \| \| A \| 40 \| \| Stewart, Dennis \| 198 cm \| 100 kg \| 11-04-1947 \| Michigan \| \| A/C \| 12 \| \| Tresvant, John \| 201 cm \| 98 kg \| 06-11-1939 \| Seattle \| \| A \| 35 \| \| Tucker, Al \| 203 cm \| 86 kg \| 24-02-1943 \| Oklahoma Baptist \| \| A/C \| 41 \| \| Unseld, Wes \| 201 cm \| 111 kg \| 14-03-1946 \| Louisville \| \| G \| 11 \| \| Zeller, Gary \| 191 cm \| 93 kg \| 20-11-1947 \| Drake \| | Allenatore - Gene Shue Assistente/i - Bob Ferry Legenda - (C) Capitano - (FA) Free agent - (S) Sospeso - (TW) Contratto Two-way - (GL) Assegnato a squadra G League affiliata - Infortunato Roster • Transazioni · Ultima transazione: 14 maggio 1971 |                        |                    |         |        |              |                     |
| Pos. | Num. | Naz.                   | Nome               | Altezza | Peso   | Data nascita | Provenienza         |
| A/C | 12 | Stati Uniti (bandiera) | Barnes, Jim        | 203 cm  | 95 kg  | 13-04-1941   | Texas–El Paso       |
| G/AP | 3 | Stati Uniti (bandiera) | Carter, Fred       | 191 cm  | 84 kg  | 14-02-1945   | Mount St. Mary's    |
| C | 31 | Stati Uniti (bandiera) | Johnson, George E. | 211 cm  | 111 kg | 19-06-1947   | Stephen F. Austin   |
| G | 25 | Stati Uniti (bandiera) | Johnson, Gus       | 198 cm  | 104 kg | 13-12-1938   | Idaho               |
| G | 22 | Stati Uniti (bandiera) | Loughery, Kevin    | 191 cm  | 86 kg  | 28-03-1940   | St. John's          |
| G/AP | 24 | Stati Uniti (bandiera) | Marin, Jack        | 201 cm  | 91 kg  | 12-10-1944   | Duke                |
| G/AP | 15 | Stati Uniti (bandiera) | Miles, Eddie       | 193 cm  | 88 kg  | 05-07-1940   | Seattle             |
| G | 10 | Stati Uniti (bandiera) | Monroe, Earl       | 191 cm  | 84 kg  | 21-11-1944   | Winston-Salem State |
| A/C | 40 | Stati Uniti (bandiera) | Murrey, Dorie      | 203 cm  | 98 kg  | 07-09-1943   | Detroit-Mercy       |
| A | 40 | Stati Uniti (bandiera) | Stewart, Dennis    | 198 cm  | 100 kg | 11-04-1947   | Michigan            |
| A/C | 12 | Stati Uniti (bandiera) | Tresvant, John     | 201 cm  | 98 kg  | 06-11-1939   | Seattle             |
| A | 35 | Stati Uniti (bandiera) | Tucker, Al         | 203 cm  | 86 kg  | 24-02-1943   | Oklahoma Baptist    |
| A/C | 41 | Stati Uniti (bandiera) | Unseld, Wes        | 201 cm  | 111 kg | 14-03-1946   | Louisville          |
| G | 11 | Stati Uniti (bandiera) | Zeller, Gary       | 191 cm  | 93 kg  | 20-11-1947   | Drake               |